# Klášter Fontainejean
Klášter Fontainejean (fr. Abbaye de Fontainejean) je bývalý cisterciácký klášter a nekropole rodu Courtenayů ve městě Saint-Maurice-sur-Aveyron ve francouzském departementu Loiret.
Klášter byl založen roku 1124 Milesem z Courtenay a prvotní konvent byl povolán z kláštera v Pontigny. Stavba započala okolo roku 1140 a kostel byl vysvěcen roku 1173. Ke značné devastaci kláštera došlo opakovaně za stoleté války a roku 1562 protestanti pod vedením Gasparda Colignyho zničili konventní kostel a místní mnichy a katolické vojáky bránící opatství zmasakrovali. Po dočasné obnově byl klášter roku 1791 zrušen a během 19. století se proměnil v ruiny.